# Shimane Soichi
Soichi Shimane (sinh ngày 28 tháng 5 năm 1969) là một cầu thủ bóng đá người Nhật Bản.

## Sự nghiệp câu lạc bộ
Soichi Shimane đã từng chơi cho Shimizu S-Pulse.